# Epinephelus clippertonensis
Epinephelus clippertonensis, tên thông thường được gọi là cá mú Clipperton, là một loài cá biển thuộc chi Epinephelus trong họ Cá mú. Loài này được mô tả lần đầu tiên vào năm 1999.

## Phân bố và môi trường sống
E. clippertonensis có phạm vi phân bố nhỏ hẹp ở Đông Thái Bình Dương. Loài này được tìm thấy xung quanh mũi bán đảo Baja California, và ở 3 nhóm đảo ngoài khơi là đảo san hô Clipperton (Pháp), Rocas Alijos và quần đảo Revillagigedo (Mexico). Cá trưởng thành sống xung quanh các rạn san hô và các bãi đá ngầm ở độ sâu khoảng từ 1 đến 100 m; cá con có thể sống ở vùng nước nông hơn.

## Mô tả
E. clippertonensis trưởng thành có chiều dài cơ thể lớn nhất đo được là khoảng 61 cm. Thân thuôn dài, hình bầu dục. Cơ thể cá trưởng thành có màu nâu xám hoặc xám nhạt với các vệt chấm màu trắng phủ khắp đầu và thân, kể cả trên các vây. Một số cá thể lớn hơn có 2 màu sắc rõ rệt: nâu sậm ở nửa phía sau và màu sáng hơn ở nửa phía trước. Đuôi bo tròn. Cá con có nhiều đốm đen nhỏ.
Số gai ở vây lưng: 11; Số tia vây mềm ở vây lưng: 15 - 16; Số gai ở vây hậu môn: 3; Số tia vây mềm ở vây hậu môn: 8; Số tia vây mềm ở vây ngực: 18 - 20; Số vảy đường bên: 48 - 51.
Thức ăn của E. clippertonensis là các loài cá nhỏ hơn, động vật thân mềm và động vật giáp xác. E. clippertonensis rất giống với loài chị em của nó, Epinephelus labriformis, và thường được xác định nhầm là E. labriformis trước khi được mô tả vào năm 1999.